# Biserica de lemn din Mesteacăn, Hunedoara

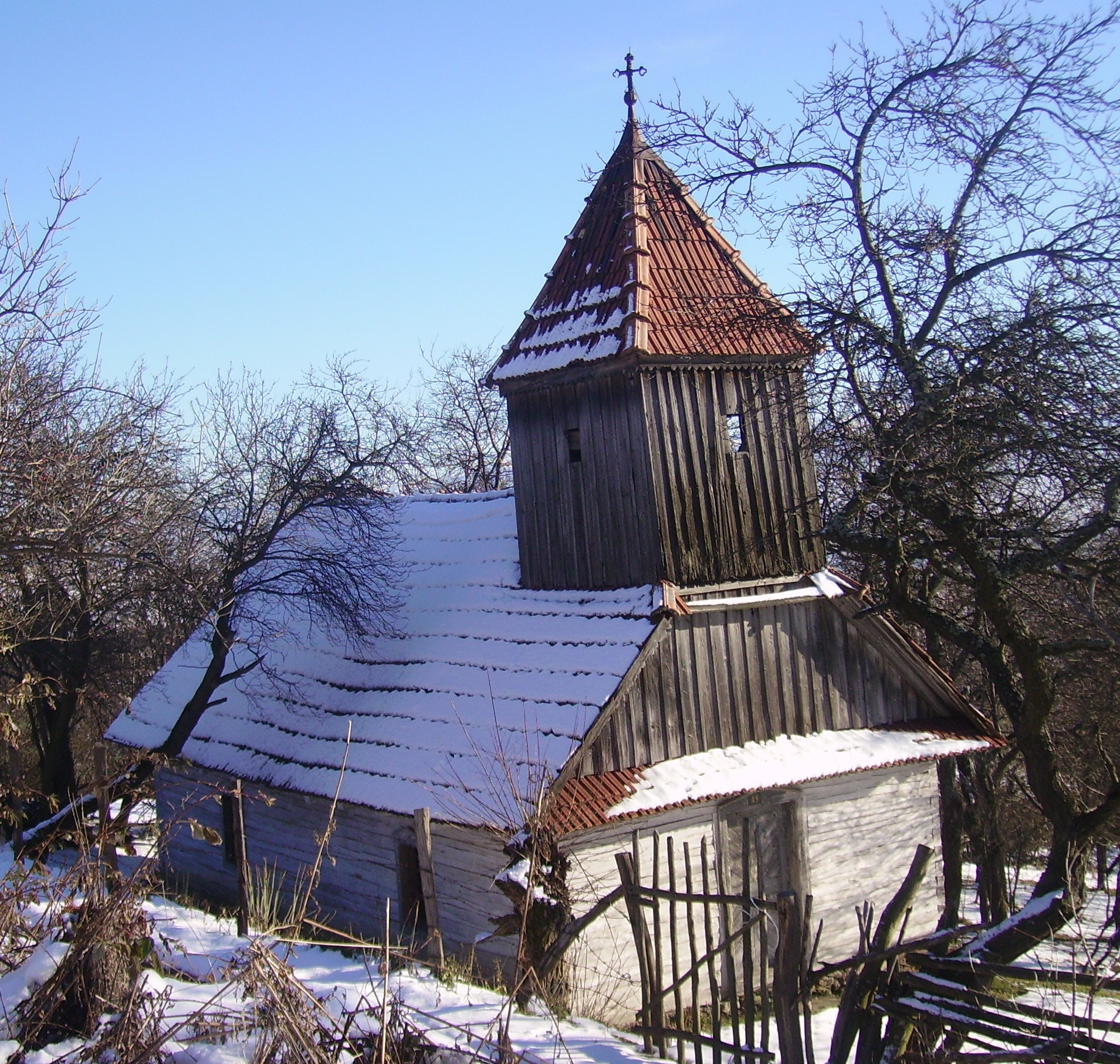
Biserica de lemn „Sfinții Epifanie și Gherman” din Mesteacăn, comuna Răchitova, județul Hunedoara, foto: noiembrie 2008.

Biserica de lemn din Mesteacăn, comuna Răchitova, județul Hunedoara a fost ridicată în anul 1898. Are hramul „Sfinții Epifanie și Gherman”. Biserica nu este pictată și nu se află pe noua listă a monumentelor istorice.

## Istoric și trăsături
În cătunul depopulat Mesteacăn (în anul 2008 rezidau aici doar trei locuitori), punctul cel mai nordic al comunei hațegane Răchitova, se înalță o biserică de lemn cu hramul „Sfinții Epifanie și Gherman”. Pereții acesteia înscriu planul dreptunghiular clasic, cu absida nedecroșată, poligonală cu trei laturi. Deasupra pronaosului tăvănit a fost înălțată o clopotniță robustă, cu un coif piramidal zvelt, acoperit, la fel ca întregul edificiu, cu țiglă. O ușă scundă, amplasată pe latura vestică, asigură  accesul în sfântul lăcaș. Biserica, tencuită la interior și văruită, a fost construită în anul 1898, în timpul păstoririi preotului unit Silviu Simonetti. Lăcașul, renovat în 1926 (șantierul a avut caracterul unei adevărate rectitoriri), a fost precedat de alte două edificii din bârne, unul ridicat în anul 1763 (reparat în 1790), celălalt în cursul secolului al XVII-lea.